# Herb gminy Głogów
Herb gminy Głogów – jeden z symboli gminy Głogów, autorstwa Michała Marciniaka-Kożuchowskiego, ustanowiony 22 kwietnia 1998.

## Wygląd i symbolika
Herb przedstawia na tarczy w polu czerwonym postać rycerza w zbroi kolczej, błękitnej tunice, trzymającego w rękach tarczę z herbem Piastów dolnośląskich oraz włócznię, zakończoną złotym proporcem z tym samym herbem (nawiązanie do postaci Konrada I głogowskiego). Po lewej stronie księcia umieszczono błękitny fragment zabudowy zamkowej, na szczycie którego znajdują się dwie postacie. Pierwsza, kobieta w zielonej tunice, trzyma srebrnoczarny hełm, zwieńczony orłem śląskim, druga, herold, używa właśnie czarnego rogu. Herb wielki gminy jest dodatkowo wsparty przez dwa wspięte, skierowane do siebie konie (trzymacze), natomiast na dole umieszczono złotą wstęgę z czerwonym napisem „GMINA + GŁOGÓW + GMINA”. 